# Kehat Shorr
Kehat Shorr (Rumanía, 21 de febrero de 1919 - Fürstenfeldbruck, 6 de septiembre de 1972) fue un entrenador rumano-israelí que formó parte de la comitiva israelí en los Juegos Olímpicos de Múnich de 1972. Junto con otros 10 atletas y entrenadores, fue tomado como rehén y asesinado por terroristas palestinos de Septiembre Negro en la masacre de Múnich.
Shorr creció en Rumania y se interesó por los deportes de tiro a una edad temprana. Durante la Segunda Guerra Mundial luchó contra las tropas nazis. En 1963, Shorr se mudó con su esposa e hija a Israel, donde se unió al club Hapoel Tel Aviv. Tanto en el club como más adelante en el equipo olímpico entrenó a numerosos tiradores.
Dos de sus protegidos, Zelig Shtroch y Henry Herskowitz, lo acompañaron a los juegos de Múnich. En las primeras horas de la mañana del 5 de septiembre de 1972, terroristas palestinos de la organización Septiembre Negro irrumpieron en los cuarteles del equipo israelí en la Villa Olímpica y mataron al entrenador de lucha Moshe Weinberg y el levantador de pesas Yossef Romano. Mientras Shtroch y Herskowitz lograron ponerse a salvo, los terroristas tomaron como rehenes a Shorr y otros ocho participantes del equipo olímpico israelí.
Durante una breve conversación grabada por cámaras de televisión entre el entrenador André Spitzer, quien fue amenazado con un rifle, y el ministro del Interior alemán Hans-Dietrich Genscher, Kehat Shorr se podía ver junto a Spitzer en la ventana del complejo residencial. Unas horas más tarde, Shorr murió en un caótico intento de rescate en el aeródromo de Fürstenfeldbruck. Uno de los terroristas arrojó una granada de mano al helicóptero cargado de combustible en el que estaban Shorr y otros cuatro rehenes.
El cuerpo de Kehat Shorr fue repatriado a Israel y enterrado con otros cuatro atletas en el cementerio Kiryat Shaul de la capital Tel Aviv.